# Лира (созвездие)
Ли́ра (лат. Lyra, Lyr) — небольшое созвездие северного полушария, лежащее между Геркулесом и Лебедем.

## Количество звёзд
Самая яркая звезда — Вега (α Лиры) — имеет видимую звёздную величину +0,03m и является второй по яркости (после Арктура) звездой северного полушария. Вега образует один из углов Летнего треугольника.
Одна из интересных звёзд — Шелиак (β Лиры), представляющая собой затменную переменную звезду. Пульсирующая переменная звезда RR Лиры дала название классу переменных звёзд. Эпсилон Лиры — кратная звезда с четырьмя компонентами.
Также в созвездии Лиры находится Туманность Кольцо (M57).

## Условия наблюдения
В средних широтах России созвездие видно круглый год, однако лучшие условия наблюдения — с мая по октябрь. Частично скрывается за горизонтом зимой (и полностью на юге России), но видно сразу после захода Солнца или перед рассветом. На юге бывшего СССР созвездие кульминирует в области зенита.

## История

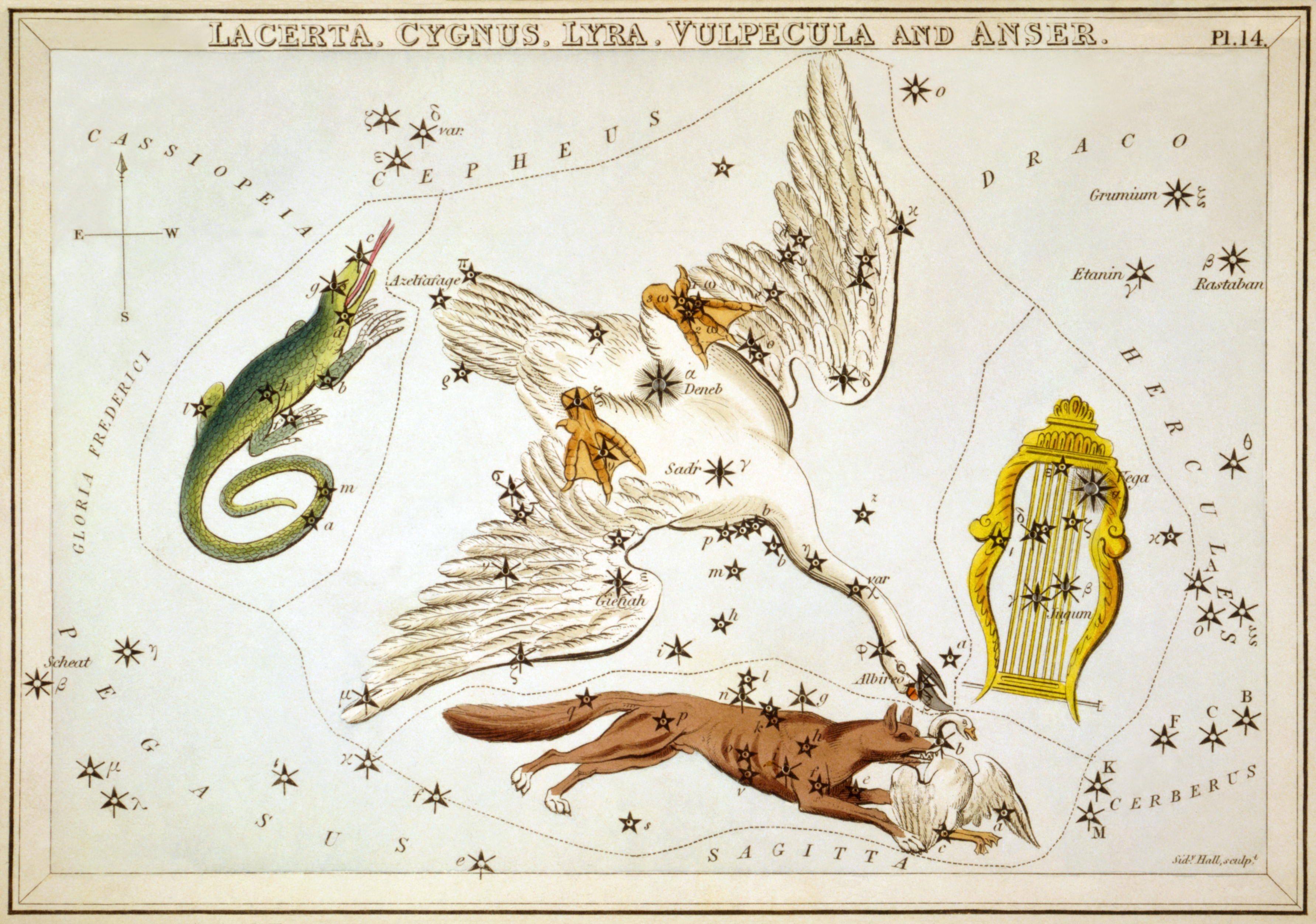
Лира на одной из карточек Зеркало Урании

Древнее созвездие. Включено в каталог звёздного неба Клавдия Птолемея «Альмагест». Лира — любимый музыкальный инструмент в Древней Греции, и, очевидно, поэтому мифы называют целый ряд владельцев его прототипа: Арион, Орфей и Аполлон, получивший её от Гермеса.
Вега в переводе с арабского — «падающий коршун». Считали, что это коршун, которого Зевс послал похитить тело тартарианской нимфы Кампа у Бриарея, когда тот собирался принести её внутренности в качестве сакральной жертвы. В старинных атласах Лира часто изображается в когтях коршуна.

## Лира в различных культурах
Особую роль Лира играла в мифологии и астрономии инков, где она называлась Уркучильай.
Созвездие Лира упоминается в фильме «Планета Ка-Пэкс». Прот утверждает, что прибыл в световом луче именно из этого созвездия, с планеты Ка-Пэкс. Также, альфа Лиры — Вега, упоминалась в фильме «Контакт» выпуска 1997 г. 